# Partido Comunista Popular
O Partido Comunista Popular é um Partido Comunista da Argentina.
De orientação maoísta, o PCP é defensor das guerras populares que estão ocorrendo em Índia, Peru, Turquia e Filipinas, além de serem criticos dos maoístas nepalenses por terem abandonado a guerra de guerrilhas e escolhido a via parlamentar em 2006.
O PCP também é a favor da unificação das duas Coreias, defende Pol Pot e o Kampuchea Democrático e é árduo opositor tanto do imperialismo dos EUA quanto do social-imperialismo da URSS após a morte de Stalin
Atualmente se encontra em Base formativa.

## Ligações Externas
- Site do Partido(em Espanhol)